# 12933 Muzzonigro
12933 Muzzonigro è un asteroide della fascia principale. Scoperto nel 1999, presenta un'orbita caratterizzata da un semiasse maggiore pari a 2,2274032 au e da un'eccentricità di 0,1570290, inclinata di 2,00402° rispetto all'eclittica.